# Liste des titres musicaux numéro un en Autriche en 1990
Cette page liste les titres numéro un dans les meilleures ventes de disques en Autriche pour l'année 1990.

## Classement des singles
| №  | Date         | Artiste                         | Titre                        |
| -- | ------------ | ------------------------------- | ---------------------------- |
| 1  | 5 janvier    | Lisa Stansfield                 | All around the world         |
| 2  | 12 janvier   | Lisa Stansfield                 | All around the world         |
| 3  | 19 janvier   | Lisa Stansfield                 | All around the world         |
| 4  | 26 janvier   | Lisa Stansfield                 | All around the world         |
| 5  | 2 février    | Lisa Stansfield                 | All around the world         |
| 6  | 9 février    | Lisa Stansfield                 | All around the world         |
| 7  | 16 février   | Laid Back                       | Bakerman                     |
| 8  | 23 février   | Laid Back                       | Bakerman                     |
| 9  | 2 mars       | Sinéad O'Connor                 | Nothing Compares 2 U         |
| 10 | 9 mars       | Sinéad O'Connor                 | Nothing Compares 2 U         |
| 11 | 16 mars      | Sinéad O'Connor                 | Nothing Compares 2 U         |
| 12 | 23 mars      | Sinéad O'Connor                 | Nothing Compares 2 U         |
| 13 | 30 mars      | Sinéad O'Connor                 | Nothing Compares 2 U         |
| 14 | 6 avril      | Sinéad O'Connor                 | Nothing Compares 2 U         |
| 15 | 13 avril     | Sinéad O'Connor                 | Nothing Compares 2 U         |
| 16 | 20 avril     | Sinéad O'Connor                 | Nothing Compares 2 U         |
| 17 | 27 avril     | Erste Allgemeine Verunsicherung | Ding Dong                    |
| 18 | 4 mai        | Erste Allgemeine Verunsicherung | Ding Dong                    |
| 19 | 11 mai       | Erste Allgemeine Verunsicherung | Ding Dong                    |
| 20 | 18 mai       | Erste Allgemeine Verunsicherung | Ding Dong                    |
| 21 | 25 mai       | Erste Allgemeine Verunsicherung | Ding Dong                    |
| 22 | 1er juin     | Nick Kamen                      | I Promised Myself            |
| 23 | 8 juin       | Nick Kamen                      | I Promised Myself            |
| 24 | 15 juin      | Nick Kamen                      | I Promised Myself            |
| 25 | 22 juin      | Nick Kamen                      | I Promised Myself            |
| 26 | 29 juin      | Nick Kamen                      | I Promised Myself            |
| 27 | 6 juillet    | Nick Kamen                      | I Promised Myself            |
| 28 | 13 juillet   | Matthias Reim                   | Verdammt, ich lieb’ Dich     |
| 29 | 20 juillet   | Matthias Reim                   | Verdammt, ich lieb’ Dich     |
| 30 | 27 juillet   | Matthias Reim                   | Verdammt, ich lieb’ Dich     |
| 31 | 3 août       | Matthias Reim                   | Verdammt, ich lieb’ Dich     |
| 32 | 10 août      | Matthias Reim                   | Verdammt, ich lieb’ Dich     |
| 33 | 17 août      | Matthias Reim                   | Verdammt, ich lieb’ Dich     |
| 34 | 24 août      | Matthias Reim                   | Verdammt, ich lieb’ Dich     |
| 35 | 31 août      | Matthias Reim                   | Verdammt, ich lieb’ Dich     |
| 36 | 7 septembre  | Matthias Reim                   | Verdammt, ich lieb’ Dich     |
| 37 | 14 septembre | Matthias Reim                   | Verdammt, ich lieb’ Dich     |
| 38 | 21 septembre | Matthias Reim                   | Verdammt, ich lieb’ Dich     |
| 39 | 28 septembre | Matthias Reim                   | Verdammt, ich lieb’ Dich     |
| 40 | 5 octobre    | DNA & Suzanne Vega              | Tom's Diner                  |
| 41 | 12 octobre   | DNA & Suzanne Vega              | Tom's Diner                  |
| 42 | 19 octobre   | DNA & Suzanne Vega              | Tom's Diner                  |
| 43 | 26 octobre   | DNA & Suzanne Vega              | Tom's Diner                  |
| 44 | 2 novembre   | DNA & Suzanne Vega              | Tom's Diner                  |
| 45 | 9 novembre   | Londonbeat                      | I've Been Thinking About You |
| 46 | 16 novembre  | Londonbeat                      | I've Been Thinking About You |
| 47 | 23 novembre  | Londonbeat                      | I've Been Thinking About You |
| 48 | 30 novembre  | Londonbeat                      | I've Been Thinking About You |
| 49 | 7 décembre   | Enigma                          | Sadeness (Part I)            |
| 50 | 14 décembre  | Enigma                          | Sadeness (Part I)            |
| 51 | 21 décembre  | Enigma                          | Sadeness (Part I)            |
| 52 | 28 décembre  | Enigma                          | Sadeness (Part I)            |

## Classement des albums
| №  | Date         | Artiste                         | Titre                            |
| -- | ------------ | ------------------------------- | -------------------------------- |
| 1  | 5 janvier    | Compilation                     | KuschelRock 3                    |
| 2  | 12 janvier   | Compilation                     | KuschelRock 3                    |
| 3  | 19 janvier   | Phil Collins                    | ...But Seriously                 |
| 4  | 26 janvier   | Lisa Stansfield                 | Affection                        |
| 5  | 2 février    | Phil Collins                    | ...But Seriously                 |
| 6  | 9 février    | Phil Collins                    | ...But Seriously                 |
| 7  | 16 février   | Phil Collins                    | ...But Seriously                 |
| 8  | 23 février   | Phil Collins                    | ...But Seriously                 |
| 9  | 2 mars       | Phil Collins                    | ...But Seriously                 |
| 10 | 9 mars       | Phil Collins                    | ...But Seriously                 |
| 11 | 16 mars      | Phil Collins                    | ...But Seriously                 |
| 12 | 23 mars      | Phil Collins                    | ...But Seriously                 |
| 13 | 30 mars      | Sinéad O'Connor                 | I do not want what I haven't got |
| 14 | 6 avril      | Sinéad O'Connor                 | I do not want what I haven't got |
| 15 | 13 avril     | Sinéad O'Connor                 | I do not want what I haven't got |
| 16 | 20 avril     | Sinéad O'Connor                 | I do not want what I haven't got |
| 17 | 27 avril     | Sinéad O'Connor                 | I do not want what I haven't got |
| 18 | 4 mai        | Sinéad O'Connor                 | I do not want what I haven't got |
| 19 | 11 mai       | Sinéad O'Connor                 | I do not want what I haven't got |
| 20 | 18 mai       | Kastelruther Spatzen            | Feuer im ewigen Eis              |
| 21 | 25 mai       | Erste Allgemeine Verunsicherung | Neppomuk’s Rache                 |
| 22 | 1er juin     | Erste Allgemeine Verunsicherung | Neppomuk’s Rache                 |
| 23 | 8 juin       | Erste Allgemeine Verunsicherung | Neppomuk’s Rache                 |
| 24 | 15 juin      | Erste Allgemeine Verunsicherung | Neppomuk’s Rache                 |
| 25 | 22 juin      | Erste Allgemeine Verunsicherung | Neppomuk’s Rache                 |
| 26 | 29 juin      | Erste Allgemeine Verunsicherung | Neppomuk’s Rache                 |
| 27 | 6 juillet    | Erste Allgemeine Verunsicherung | Neppomuk’s Rache                 |
| 28 | 13 juillet   | Erste Allgemeine Verunsicherung | Neppomuk’s Rache                 |
| 29 | 20 juillet   | Erste Allgemeine Verunsicherung | Neppomuk’s Rache                 |
| 30 | 27 juillet   | Erste Allgemeine Verunsicherung | Neppomuk’s Rache                 |
| 31 | 3 août       | Erste Allgemeine Verunsicherung | Neppomuk’s Rache                 |
| 32 | 10 août      | Erste Allgemeine Verunsicherung | Neppomuk’s Rache                 |
| 33 | 17 août      | Erste Allgemeine Verunsicherung | Neppomuk’s Rache                 |
| 34 | 24 août      | Erste Allgemeine Verunsicherung | Neppomuk’s Rache                 |
| 35 | 31 août      | Bande Originale                 | Pretty Woman                     |
| 36 | 7 septembre  | Bande Originale                 | Pretty Woman                     |
| 37 | 14 septembre | Bande Originale                 | Pretty Woman                     |
| 38 | 21 septembre | Bande Originale                 | Pretty Woman                     |
| 39 | 28 septembre | Bande Originale                 | Pretty Woman                     |
| 40 | 5 octobre    | Bande Originale                 | Pretty Woman                     |
| 41 | 12 octobre   | Herbert Grönemeyer              | Luxus                            |
| 42 | 19 octobre   | Herbert Grönemeyer              | Luxus                            |
| 43 | 26 octobre   | Herbert Grönemeyer              | Luxus                            |
| 44 | 2 novembre   | Herbert Grönemeyer              | Luxus                            |
| 45 | 9 novembre   | Jon Bon Jovi                    | Blaze of Glory                   |
| 46 | 16 novembre  | Herbert Grönemeyer              | Luxus                            |
| 47 | 23 novembre  | Elton John                      | The Very Best of Elton John      |
| 48 | 30 novembre  | Elton John                      | The Very Best of Elton John      |
| 49 | 7 décembre   | Elton John                      | The Very Best of Elton John      |
| 50 | 14 décembre  | Elton John                      | The Very Best of Elton John      |
| 51 | 21 décembre  | David Hasselhoff                | Crazy for You                    |
| 52 | 28 décembre  | David Hasselhoff                | Crazy for You                    |